# 1381 Danubia
1381 Danubia è un asteroide della fascia principale. Scoperto nel 1930, presenta un'orbita caratterizzata da un semiasse maggiore pari a 2,4874425 UA e da un'eccentricità di 0,1820389, inclinata di 4,69468° rispetto all'eclittica.
L'asteroide prende il suo nome dal fiume Danubio.